# Мальгуар, Жан-Клод
Жан-Клод Мальгуар (фр. Jean-Claude Malgoire; 25 ноября 1940, Авиньон — 14 апреля 2018) — французский гобоист, дирижёр, музыковед, педагог.

## Биография
Окончил консерваторию в Авиньоне, а затем Парижскую консерваторию. В 1966 году создал один из первых ансамблей, исполняющих старинную музыку на инструментах эпохи «Большая конюшня и спальня короля». В 1968 году как гобоист разделил с Лайошем Ленчешем вторую премию Международного конкурса исполнителей в Женеве (первая премия не присуждалась). Был приглашен Шарлем Мюншем как альтовый гобой в руководимый им «Оркестр Парижа». Играл также в симфонических оркестрах под управлением Герберта фон Караяна и Сэйдзи Одзава.
С 1981 года состоял художественным руководителем «Вокальной мастерской» в городе Туркуэн — творческой лаборатории оперного искусства.
Дочь — Флоранс Мальгуар, преподаёт барочную скрипку в Женевской консерватории.

## Ансамбль
За 45 лет существования руководимый Мальгуаром ансамбль «Большая конюшня и спальня короля» дал свыше 3 тысяч концертов на пяти континентах мира, записал более 100 дисков.
Им записаны сочинения Баха («Искусство фуги», Страсти по Матфею), Бизе («Арлезианка»), Вивальди («Катон в Утике», «Монтесума» и др.), Генделя («Ринальдо», «Роланд», «Агриппина», «Мессия»), Глюка («Орфей и Эвридика»), Люлли («Алкеста»), Монтеверди («Орфей»), Моцарта («Свадьба Фигаро», «Дон Жуан», «Так поступают все», «Реквием» и др.), Рамо («Паладины», «Платея»), Сальери («Фальстаф»), Франка (Симфония ре минор).
Лауреат премии Виктуар де ля мюзик в номинации Лучшая запись года за исполнение оперы Вивальди «Монтесума» (1993).